# Bukowa (wieś w województwie łódzkim)
Bukowa – wieś w Polsce położona w województwie łódzkim, w powiecie bełchatowskim, w gminie Bełchatów.
| SIMC    | Nazwa   | Rodzaj    |
| ------- | ------- | --------- |
| 0535250 | Cyganów | część wsi |

W latach 1975–1998 miejscowość administracyjnie należała do województwa piotrkowskiego.
W Bukowej urodził się generał Janusz Głuchowski (1888–1964).